# Эмба Каспийская нефтяная компания

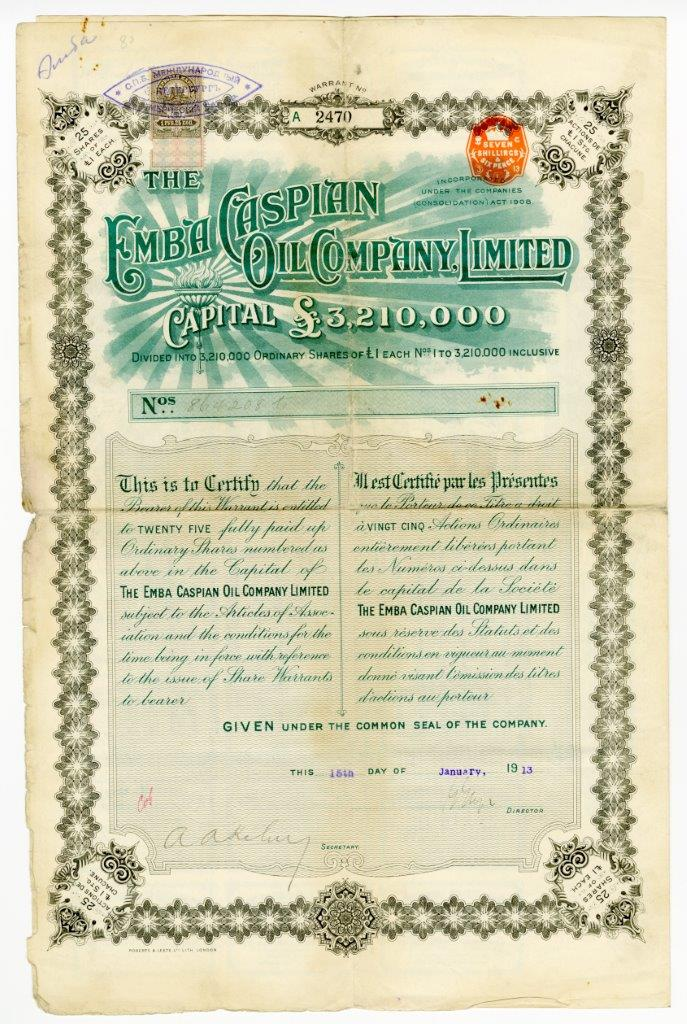
Сертификат на 25 обыкновенных полностью оплаченных акций Общества «Эмба Каспийская нефтяная компания» с основным капиталом в 3,21 млн.ф.ст. Лондон, 1913 г.

«Каспийская нефтяная компания Эмба» (англ. The Emba Caspian Oil Company, Limited) — британская нефтяная компания, учрежденная в 1913 году в Лондоне Российской генеральной нефтяной корпорацией при поддержке Русско-Азиатского банка. Получила свое название по одноименной реке. Река Эмба, первые сведения о наличии нефти в бассейне которой были обнаружены ещё в записках Бековича-Черкасского, организовавшего по Указу Петра I военно-типографическую экспедицию в Хиву через нижнее течение данной реки, протекает в Актюбинской и Атырауской областях современного Казахстана, разделяя европейскую и азиатскую части этого государства.
В состав правления компании «Эмба» вошли один из крупнейших русских промышленников и финансистов А. И. Путилов, директор Международного банка А. И. Вышнеградский и целая группа британских представителей. В связи с обменом акций русской фирмы на английские была проведена сложная финансовая комбинация, в результате которой сначала была искусственно понижена оценка собственности, чтобы уменьшить долю русских акционеров, а затем капитал вновь увеличен, и в число акционеров вошла фирма Нобелей.
Всего на промыслах Эмбы в 1913 году работало около 6 тысяч человек.
В 1914 году акционерным обществом «Эмба» было добыто 6,5 млн пудов (107 тыс.т.) сырой нефти.